# Anna Rybicka
Anna Maria Rybicka (Gdynia, 28 de marzo de 1977) es una deportista polaca que compitió en esgrima, especialista en la modalidad de florete.
Participó en dos Juegos Olímpicos de Verano, obteniendo una medalla de plata en Sídney 2000, en la prueba por equipos (junto con Sylwia Gruchała, Magdalena Mroczkiewicz y Barbara Wolnicka), y el octavo lugar en Atlanta 1996, también por equipos.
Ganó cinco medallas en el Campeonato Mundial de Esgrima entre los años 1998 y 2010, y seis medallas en el Campeonato Europeo de Esgrima entre los años 1997 y 2006.

## Palmarés internacional
| Juegos Olímpicos   | Juegos Olímpicos            | Juegos Olímpicos  | Juegos Olímpicos    |
| Año                | Lugar                       | Medalla           | Prueba              |
| ------------------ | --------------------------- | ----------------- | ------------------- |
| 2000               | Sídney (Australia)          | Medalla de plata  | Florete por equipos |
| Campeonato Mundial |                             |                   |                     |
| Año                | Lugar                       | Medalla           | Prueba              |
| 1998               | La Chaux-de-Fonds (Suiza)   | Medalla de bronce | Florete por equipos |
| 2002               | Lisboa (Portugal)           | Medalla de plata  | Florete por equipos |
| 2003               | La Habana (Cuba)            | Medalla de oro    | Florete por equipos |
| 2004               | Nueva York (Estados Unidos) | Medalla de bronce | Florete por equipos |
| 2010               | París (Francia)             | Medalla de plata  | Florete por equipos |
| Campeonato Europeo |                             |                   |                     |
| Año                | Lugar                       | Medalla           | Prueba              |
| 1997               | Gdansk (Polonia)            | Medalla de bronce | Florete individual  |
| 2002               | Moscú (Rusia)               | Medalla de oro    | Florete por equipos |
| 2003               | Bourges (Francia)           | Medalla de oro    | Florete por equipos |
| 2004               | Copenhague (Dinamarca)      | Medalla de bronce | Florete individual  |
| 2006               | Esmirna (Turquía)           | Medalla de bronce | Florete individual  |
| 2006               | Esmirna (Turquía)           | Medalla de bronce | Florete por equipos |